# Audrey Vernon
Pour les articles homonymes, voir Vernon.
Audrey Vernon née en 1980 à Marseille, est une comédienne française.

## Biographie
Après des études de théâtre au conservatoire de Toulon, aux ateliers de l'ERAC, puis au conservatoire du 10e arrondissement de Paris et au Cours Florent, Audrey Vernon débute au théâtre dans les rôles d'Ophélie de Hamlet, de William Shakespeare, puis de Polly dans L'Opéra de quat'sous, de Bertolt Brecht.
À la télévision, elle participe au téléfilm Fatou la Malienne, de Daniel Vigne, diffusé en 2001, à la série télévisée Moot-Moot, d'Éric et Ramzy, en 2007 et au téléfilm Le Pas Petit Poucet, d'Omar et Fred, diffusé en 2010. Au théâtre, elle joue entre autres dans Trahisons, de Harold Pinter, mis en scène par Léonie Simaga. Après La Séance au choix ou Les Films faits à la maison sur Canal+, Audrey Vernon dispose d'une carte blanche quotidienne d'une minute sur Canal+ Décalé (2005 à 2013). 
Elle écrit en 2005 son premier spectacle, Le spectacle le plus drôle du monde, une critique des One-man-show. En 2009, écriture du « premier one man show économique », Comment épouser un milliardaire, créé au Paname, joué au Sentier des Halles, au Théâtre du Gymnase Marie-Bell puis en tournée. Le texte de ce spectacle sera publié en 2015 sous le même titre que le « one man show ». En 2012, création d'un nouveau seul en scène Marx et Jenny, sur la vie de Karl Marx, de sa femme Jenny, de leur meilleur ami Friedrich Engels et de la mystérieuse Hélène Demuth qui vécut avec eux. Audrey Vernon inaugure en juillet 2013 La Nouvelle Seine, nouvelle salle de théâtre à Paris, avec une série de quarante représentations de ce spectacle.
Le 14 février 2014, elle crée Chagrin d'amour, seul en scène autour du deuil et des ruptures amoureuses. En mai 2015, elle crée un nouveau spectacle avec Xavier Mathieu : Fukushima, Work in Progress, une légende japonaise à L'Avant Seine théâtre de Colombes.
À partir d'août 2016, elle présente Le billet d'Audrey Vernon dans Le Cinq sept de France Inter, le vendredi à 6 h 55. Son billet du 17 mars 2017, sur les suicides des cheminots, est censuré dans le replay de France Inter, à la demande de la SNCF.
Le spectacle Comment épouser un milliardaire est repris en Italie par Giorgia Sinicorni (création à Milan au Théâtre Franco Parenti). Audrey Vernon a fêté la 500e et dernière représentation parisienne au Théâtre Antoine à Paris le 18 janvier 2018.
Le 15 janvier 2018, en partenariat avec le journaliste Hervé Kempf et la rédaction de Reporterre, Audrey Vernon a créé le spectacle Écologie, maintenant il faut se battre à la Maison des Métallos, spectacle de lecture de textes écologiques radicaux. La lecture a été menée par Marianne Denicourt et Audrey Vernon, accompagnées par Yacine Belhousse, Thomas VDB, Yves Noël Genod, Giorgia Sinicorni et David Azencot. Ce spectacle, dont les textes sont disponibles sur demande au site Reporterre, est ouvert à reprises. Il a depuis été repris à Montréal par Michelle Parent et à Lyon par un collectif.
À l'hiver 2020, elle présente à La Nouvelle Seine son dernier spectacle, Billion Dollar Baby (initialement chair à canon), mis en scène et scénographié par Dorian Rossel et Delphine Lanza de la Compagnie suisse SuperTropTop. Dans ce spectacle, une femme enceinte s’adresse à son futur enfant, elle lui explique le monde dans lequel il va devoir apprendre à respirer.
Les représentations sont interrompues à cause de la Pandémie de Covid-19 en France en mars 2020. Le spectacle sera en tournée dès l'automne et les représentations devraient reprendre à Paris dès janvier 2021.
Son dernier spectacle mis en pause à cause de la pandémie de coronavirus, la comédienne lance BigBooks en avril 2020, un podcast dédié à la lecture d'extraits d'essais et d'articles consacrés au capitalisme et de néolibéralisme pour partager avec son public les lectures qui l’inspirent. Au fil des épisodes, le podcast BigBooks raconte l’emprise de l’économie sur la planète et les humains. Le premier épisode est consacré à l’essai « Baise ton prochain : une histoire souterraine du capitalisme », par Dany-Robert Dufour, paru aux éditions Actes Sud. Les autres épisodes abordent notamment Noam Chomsky, Fatima Ouassak, David Graeber ou Ta-Nehisi Coates.
Le podcast, produit par Jean-Patrick Labouyrie, est disponible sur Podmust et sur toutes les applications (Apple Podcasts, Spotify, Deezer, etc.).
En mars 2022, elle intègre le Parlement de l'Union Populaire, organe de soutien à la candidature de Jean-Luc Mélenchon en vue de l'élection présidentielle française de 2022, et est présente lors de sa marche pour la Sixième République.
En 2023, elle fait partie des 20 coprésidents de l'association appui financier des Soulèvements de la Terre.

## Vie privée
Elle est actuellement en couple avec l'humoriste Thomas VDB, de son vrai nom, Thomas Vandenberghe. Ils sont ensemble parents de deux enfants.
Elle a été précédemment en couple avec l'écrivain Marc-Édouard Nabe.

## Théâtre et spectacles
- Hamlet de William Shakespeare (Ophélie)
- L'Opéra de quat'sous de Bertolt Brecht (Polly)
- Trahisons de Harold Pinter, mis en scène par Léonie Simaga
- 2005 : Le Spectacle le plus drôle du monde
- 2009 : Comment épouser un milliardaire (Luron d'or 2012 aux Estivales du Rire de Dinard)
- 2012 : Marx et Jenny
- 2014 : Chagrin d'amour, adaptation de Phèdre de Racine pour une actrice qui fut amoureuse et son souffleur
- 2015 : Fukushima, work in progress, une légende japonaise à L'Avant Seine théâtre de Colombes, avec Xavier Mathieu
- 2019 : Billion Dollar Baby, Lettre à mon bébé à naître, mis en scène par Dorian Rossel et Delphine Lanza

## Filmographie

### Télévision
- 2001 : Fatou la Malienne, téléfilm de Daniel Vigne
- 2007 : Moot-Moot, série télévisée d'Éric et Ramzy
- 2010 : Le Pas Petit Poucet, téléfilm d'Omar et Fred
- 2021 : La Meilleure Version de moi-même de Blanche Gardin
- Canal+ Décalé, carte blanche quotidienne d'une minute

## Radio
- Le billet d'Audrey Vernon, sur France Inter

## Publications
- Comment épouser un milliardaire, éditions Fayard, avril 2015  (ISBN 2213686858) Traductions :
  - (it) Come sposare un miliardario, éditions Rizzoli
  - (nl) Hoe sla je een miljardair aan de haak, éditions Atlas contact
- Billion Dollar Baby, Lettre ouverte à mon enfant à naître, éditions LIBRE, novembre 2020  (ISBN 978-2-490403-19-6)